# Circuito cerrado (película)
Circuito cerrado (título original en inglés: Closed Circuit) es una película dramática de suspenso político de 2013 dirigida por John Crowley y escrita por Steven Knight, estrenada el 28 de agosto de 2013. La película está protagonizada por Eric Bana, Rebecca Hall, Ciarán Hinds, Jim Broadbent y Riz Ahmed.

## Reparto
- Riz Ahmed como Nazrul Sharma
- Doug Allen como Ryan
- Eric Bana como Martin Rose[4]
- Barbora Bobuľová como Piccola
- Jim Broadbent como Fiscal General de Inglaterra y Gales
- Kenneth Cranham como Cameron Fischer
- Anne-Marie Duff como Melissa Fairbright
- Rebecca Hall como Claudia Simmons-Howe
- Isaac Hempstead-Wright como Tom Rose
- Ciarán Hinds como Devlin
- John Humphrys como Él mismo
- Denis Moschitto como Farroukh Erdogan/Mussi Kartal
- Jemma Powell como Elizabeth
- Julia Stiles como Joanna Reece
- Angus Wright como Andrew Altman
- Luing Andrews como Guardia de Belmarsh
- David Sibley como Vicario

## Estreno
La película fue estrenada en Estados Unidos el 28 de agosto de 2013 y en el Reino Unido el 25 de octubre de 2013.